# Mistrovství světa v ledním hokeji 1986
51. Mistrovství světa a 62. mistrovství Evropy se konalo v Sovětském svazu v Moskvě ve dnech 12. dubna – 28. dubna 1986. Osm týmů hrálo systémem každý s každým. Čtyři nejlepší výběry hrály poté ještě jednou každý s každým. Mistrovství vyhrál podvacáté v historii výběr SSSR. Hokejisté SSSR se stali zároveň po čtyřiadvacáté mistry Evropy. Do tabulky mistrovství Evropy se započítávaly pouze souboje mezi evropskými hokejovými výběry. Byl to na dlouhých 27 let poslední šampionát, kde zlato získala pořadatelská země. To se znovu podařilo až Švédům na Mistrovství světa v ledním hokeji 2013.

## Výsledky a tabulky

### Základní část
|    |         | URS | SWE  | FIN  | CAN | TCH | USA | GER  | POL  | V | R | P | Skóre | B  |
| 1. | SSSR    | *** | 4:2  | 4:1  | 4:0 | 4:2 | 5:1 | 4:1  | 7:2  | 7 | 0 | 0 | 32:9  | 14 |
| 2. | Švédsko | 2:4 | ***  | 4:4  | 4:1 | 3:2 | 5:2 | 4:2  | 12:3 | 5 | 1 | 1 | 34:18 | 11 |
| 3. | Finsko  | 1:4 | 4:4  | ***  | 3:2 | 1:1 | 5:4 | 10:1 | 4:2  | 4 | 2 | 1 | 28:18 | 10 |
| 4. | Kanada  | 0:4 | 1:4  | 2:3  | *** | 1:3 | 4:2 | 8:3  | 8:3  | 3 | 0 | 4 | 24:22 | 6  |
| 5. | ČSSR    | 2:4 | 2:3  | 1:1  | 3:1 | *** | 5:2 | 3:4  | 1:2  | 2 | 1 | 4 | 17:17 | 5  |
| 6. | USA     | 1:5 | 2:5  | 4:5  | 2:4 | 2:5 | *** | 9:2  | 7:2  | 2 | 0 | 5 | 27:28 | 4  |
| 7. | SRN     | 1:4 | 2:4  | 1:10 | 3:8 | 4:3 | 2:9 | ***  | 4:1  | 2 | 0 | 5 | 17:39 | 4  |
| 8. | Polsko  | 2:7 | 3:12 | 2:4  | 3:8 | 2:1 | 2:7 | 1:4  | ***  | 1 | 0 | 6 | 15:43 | 2  |

 USA -  Finsko 	4:5 (1:2, 3:1, 0:2)
12. dubna 1986 (15:00) – Moskva (Dvorec sporta Lužniki)	

Branky USA: 6:47 Aaron Broten, 20:17 Scitt Sandell, 21:48 Brett Hull, 24:09 Mark Johnson.

Branky Finska: 5:28 Kari Makkonen, 11:25 Hannu Järvenpää, 38:01 Kari Makkonen, 49:31 Timo Susi, 55:38 Hannu Järvenpää.

Rozhodčí: Charlie Banfield (CAN) - Igor Prusov (URS), Anatolij Jegorov (URS)

Vyloučení: 8:5 (1:2)

Diváků: 6 000
 Kanada -  SRN	8:3 (2:1, 3:0, 3:2)
12. dubna 1986 (15:00) – Moskva (Malaja arena Lužniki)

Branky Kanady: 13:31 Craig Redmond, 17:04 Dave Andreychuk, 22:15 Greg Adams, 22:31 Dave Taylor, 28:51 Dave Andreychuk, 43:41 Marcel Dionne, 51:05 Kirk Muller, 59:17 Kirk Muller.

Branky SRN: 08:13 Uwe Krupp, 47:36 Udo Kießling, 59:05 Ernst Höfner.

Rozhodčí: Vladimír Šubrt (TCH) - Sven-Olof Lundström (SWE), Lasse Vanhanen (FIN)

Vyloučení: 8:5 (1:1)

Diváků: 8 600
 SSSR -  Švédsko	4:2 (1:0, 1:1, 2:1)
12. dubna 1986 (19:00) – Moskva (Dvorec sporta Lužniki)

Branky SSSR: 7:30 Alexej Gusarov, 26:11 Vjačeslav Bykov, 45:47 Alexej Kasatonov, 57:41 Igor Larionov.

Branky Švédska: 33:07 Fredrik Olausson, 53:13 Anders Carlsson.

Rozhodčí: Dennis Larue (USA) - Miroslav Lipina (TCH), Uwe von de Fenn (FRG)

Vyloučení: 6:9 (1:0)

Diváků: 12 500
 Československo -  Polsko	1:2 (0:0, 0:1, 1:1)
12. dubna 1986 (19:00) – Moskva (Malaja arena Lužniki)

Branky a nahrávky Československa: 49:50 Petr Rosol (Jiří Hrdina, Arnold Kadlec).

Branky a nahrávky Polska: 37:29 Jerzy Christ (Krystian Sikorski), 43:48 Jerzy Christ.

Rozhodčí: Josef Kompalla (FRG) – Michail Galinovskij (URS), Kirill Gerasimov (URS)

Vyloučení: 2:2 (0:0)

Diváků: 5 000
ČSSR: Jaromír Šindel – Mojmír Božík, Jaroslav Benák, Peter Slanina, Arnold Kadlec, Antonín Stavjaňa, František Musil – Jiří Lála, Dárius Rusnák, František Procházka – Petr Rosol, Vladimír Růžička, Jiří Hrdina – Michal Pivoňka, Ján Vodila, Milan Staš – Vladimír Caldr, Dušan Pašek, Jiří Šejba.
Polsko: Franciszek Kukla – Henryk Gruth, Ludwig Synowiec, Robert Szopinski, Andrzej Kadziolka, Andrzej Swiatek, Marek Cholewa – Henryk Pytel, Jaroslaw Morawiecki, Andrzej Zabawa – Marek Stebnicki, Jerzy Christ, Krystian Sikorski – Piotr Kwasigroch, Leszek Jachna, Jan Stopczyk – Krystof Podsiadlo, Roman Steblecki, Bogdan Pawlik.
 Švédsko -  Kanada 	4:1 (2:0, 2:1, 0:0)
13. dubna 1986 (15:00) – Moskva (Dvorec sporta Lužniki)

Branky Švédska: 3:33 Tommy Albelin, 5:19 Tommy Samuelsson, 28:54 Mats Kihlström, 33:18 Jonas Bergkvist.

Branky Kanady: 30:24 Kirk Muller.

Rozhodčí: Jurij Karandin (URS) - Michail Galinovskij (URS), Alexander Pavlovskij (URS)

Vyloučení: 11:12 (1:0)

Diváků: 9 000
 Polsko -  USA 	2:7 (0:1, 2:2, 0:4)
13. dubna 1986 (15:00) – Moskva (Malaja arena Lužniki)

Branky Polska: 33:18 Andrzej Kadziolka, 47:35 Henryk Gruth.

Branky USA: 7:45 Bryan Erickson, 32:45 Mark Johnson, 37:06 Bryan Erickson, 46:22 Aaron Broten, 51:01 Brett Hull, 54:24 Clark Donatelli, 59:50 Bryan Erickson.

Rozhodčí: Gary Eriksson (SWE) - Miroslav Lipina (TCH), Uwe von de Fenn (FRG)

Vyloučení: 9:11 (1:5)

Diváků: 8 600
 Finsko -  SSSR 	1:4 (0:2, 1:1, 0:1)
13. dubna 1986 (19:00) – Moskva (Dvorec sporta Lužniki)

Branky Finska: 32:30 Pekka Arbelius.

Branky SSSR: 1:24 Vladimir Krutov, 10:00 Sergej Makarov, 27:52 Sergej Agejkin, 53:41 Alexej Kasatonov.

Rozhodčí: Bogdan Tyszkiewicz (POL) - Sven-Olof Lundström (SWE), Kirill Gerasimov (URS)

Vyloučení: 9:6 (0:3)

Diváků: 12 500
 Československo -  SRN		3:4 (1:0, 2:2, 0:2)
13. dubna 1986 (19:00) – Moskva (Malaja arena Lužniki)

Branky a nahrávky Československa: 5:08 Vladimír Růžička (Petr Rosol), 36:04 Dušan Pašek (Jiří Šejba), 39:06 Jiří Lála

Branky a nahrávky SRN: 33:34 Dieter Hegen (Andreas Niederberger), 39:59 Helmut Steiger (Gerd Truntschka), 44:33 Gerd Truntschka, 53:36 Udo Kießling (Gerd Truntschka, Helmut Steiger).

Rozhodčí: Jarmo Jalarvo (FIN) – Igor Prusov (URS), Anatolij Jegorov (URS)

Vyloučení: 9:8 (2:0, 0:1) + Horst Kretschmer na 10 min.

Diváků: 5 000
ČSSR: Dominik Hašek – Peter Slanina, František Procházka, Mojmír Božík, Jaroslav Benák, Antonín Stavjaňa, František Musil – Petr Rosol, Vladimír Růžička, Jiří Hrdina – Jiří Lála, Dárius Rusnák, Igor Liba - Vladimír Caldr, Dušan Pašek, Jiří Šejba – Michal Pivoňka, Ján Vodila, Milan Staš.
SRN: Erich Weisshaupt – Udo Kießling, Uwe Krupp, Reiner Blum, Peter Scharf, Horst Kretschmer, Andreas Niederberger – Helmut Steiger, Gerd Truntschka, Peter Schiller – Franz Reindl, Ernst Höfner, Georg Franz – Manfred Ahne, Dieter Hegen, Axel Kammerer – Roy Roedger, Georg Fritz, Ralph Krueger.
 Československo -  Švédsko		2:3 (1:0, 0:3, 1:0)
15. dubna 1986 (15:00) – Moskva (Dvorec sporta Lužniki)

Branky a nahrávky Československa: 16:54 Vladimír Růžička, 46:53 Petr Rosol.

Branky a nahrávky Švédska: 24:08 Thomas Steen (Tommy Samuelsson, Anders Carlsson), 36:56 Anders Carlsson (Håkan Södergren), 38:08 Tommy Albelin (Mikael Hjälm, Dan Labraaten).

Rozhodčí: Charlie Banfield (CAN) – Anatolij Jegorov (URS), Igor Prusov (URS)

Vyloučení: 8:10 (0:1, 1:0)

Diváků: 11 000
ČSSR: Dominik Hašek – František Procházka, Mojmír Božík, Jaroslav Benák, Arnold Kadlec, Antonín Stavjaňa, František Musil – Petr Rosol, Vladimír Růžička, Jiří Hrdina – Jiří Lála, Dárius Rusnák, Igor Liba - Michal Pivoňka, Dušan Pašek, Jiří Šejba – Vladimír Svitek, Ján Vodila, Vladimír Caldr.
Švédsko: Peter Lindmark – Fredrik Olausson, Tommy Samuelsson, Tommy Albelin, Anders Eldebrink, Tomas Jonsson, Mats Kihlström – Thom Eklund, Thomas Rundqvist, Stefan Lundh – Mikael Hjälm, Matti Pauna, Dan Labraaten – Jonas Bergkvist, Anders Carlsson, Håkan Södergren – Kenneth Andesson, Thomas Steen.
 USA -  SRN		9:2 (5:0, 1:2, 3:0)
15. dubna 1986 (15:00) – Moskva (Malaja arena Lužniki)

Branky USA: 1:31 Brett Hull, 2:27 Bryan Erickson, 9:27 Brett Hull, 10:34 Bryan Erickson, 11:54 John Carter, 30:32 David H. Jensen, 46:33 Brett Hull, 57:00 Phil Housley, 58:38 Jim Sprenger.

Branky SRN: 34:52 Georg Fritz, 39:26 Uwe Krupp.

Rozhodčí: Jurij Karandin (URS) - Michail Galinovskij, Alexander Pavlovskij (URS)

Vyloučení: 8:7 (1:0, 1:0)

Diváků: 7 300
 SSSR -  Polsko		7:2 (2:0, 3:0, 2:2)
15. dubna 1986 (19:00) – Moskva (Dvorec sporta Lužniki)

Branky SSSR: 9:45 Vjačeslav Bykov, 19:41 Sergej Světlov, 21:37 Michail Varnakov, 26:17 Sergej Jašin, 27:25 Igor Larionov, 41:17 Michail Varnakov, 51:54 Vjačeslav Fetisov.

Branky Polska: 57:29 Leszek Jachna, 59:47 Andrzej Zabawa.

Rozhodčí: Josef Kompalla (FRG) - Sven-Olof Lundström (SWE), Lasse Vanhanen (FIN)

Vyloučení: 1:1

Diváků: 12 100
 Kanada -  Finsko 	2:3 (1:1, 0:1, 1:1)
15. dubna 1986 (19:00) – Moskva (Malaja arena Lužniki)

Branky Kanady: 7:19 Dave Taylor, 50:59 Mark Hardy.

Branky Finska: 5:57 Kari Makkonen, 22:30 Pekka Arbelius, 55:23 Erkki Lehtonen.

Rozhodčí: Vladimír Šubrt - Miroslav Lipina (TCH), Uwe von de Fenn (FRG)

Vyloučení: 8:9

Diváků: 8 600
 Československo -  Finsko 	1:1 (0:1, 0:0, 1:0)
16. dubna 1986 (15:00) – Moskva (Dvorec sporta Lužniki)	

Branky a nahrávky Československa: 50:11 Petr Rosol (Vladimír Růžička, Jiří Hrdina).

Branky a nahrávky Finska: 7:51 Kari Makkonen (Hannu Järvenpää).

Rozhodčí: Gary Eriksson (SWE) – Sven-Olof Lundström (SWE), Alexander Pavlovskij (URS)

Vyloučení: 9:7 (1:0)

Diváků: 10 000
ČSSR: Dominik Hašek – Mojmír Božík, Jaroslav Benák, Arnold Kadlec, František Procházka, Antonín Stavjaňa, František Musil – Jiří Lála, Dárius Rusnák (Michal Pivoňka), Igor Liba – Petr Rosol, Vladimír Růžička, Jiří Hrdina – Vladimír Svitek (Vladimír Caldr), Dušan Pašek, Jiří Šejba – Milan Staš, Michal Pivoňka, Vladimír Caldr.
Finsko: Jukka Tammi – Arto Ruotanen, Jouko Narvanmaa, Kari Eloranta, Jukka Virtanen, Harri Nikander, Jari Grönstrand – Hannu Järvenpää, Kari Jalonen, Kari Makkonen – Jukka Vilander, Christian Ruuttu, Ari Vuori – Pekka Arbelius, Erkki Lehtonen, Tommy Pohja – Kai Suikkanen.
 Polsko -  Kanada 	3:8 (1:2, 0:6, 2:0)
16. dubna 1986 (15:00) – Moskva (Malaja arena Lužniki)

Branky Polska: 12:35 Henryk Pytel, 40:39 Henryk Pytel, 56:09 Janusz Wielgus.

Branky Kanady: 16:10 Tony Tanti, 17:28 Kirk Muller, 26:54 Craig Redmond, 27:17 Mark Hardy, 27:30 Tony Tanti, 30:56 Brent Sutter, 33:24 Dave Taylor, 39:56 Mike Bullard.

Rozhodčí: Jarmo Jalarvo (FIN) – Igor Prusov (URS), Anatolij Jegorov (URS)

Vyloučení: 8:7 (0:4)

Diváků: 6 000
 SRN -  SSSR 	1:4 (0:1, 0:1, 1:2)
16. dubna 1986 (16:00) – Moskva (Dvorec sporta Lužniki)

Branky SRN: 56:11 Roy Roedger.

Branky SSSR: 9:23 Michail Varnakov, 27:45 Vladimir Krutov, 49:04 Vjačeslav Fetisov, 54:59 Sergej Světlov.

Rozhodčí: Charlie Banfield (CAN) - Miroslav Lipina (TCH), Kirill Gerasimov (URS)

Vyloučení: 10:7 (1:2)

Diváků: 12 150
 Švédsko -  USA 	5:2 (2:0, 2:2, 1:0)
16. dubna 1986 (16:00) – Moskva (Malaja arena Lužniki)

Branky Švédska: 5:19 Kenneth Andesson, 13:59 Anders Eldebrink, 26:30 Thomas Steen, 38:19 Mats Kihlström, 59:23 Håkan Södergren.

Branky USA: 35:51 Brett Hull, 37:45 Phil Housley.

Rozhodčí: Bogdan Tyszkiewicz (POL) - Uwe von de Fenn (FRG), Lasse Vanhanen (FIN)

Vyloučení: 8:8 (3:0, 0:1)

Diváků: 8 600
 Československo -  USA 	5:2 (4:0, 0:0, 1:2)
18. dubna 1986 (15:00) – Moskva (Dvorec sporta Lužniki)	

Branky a nahrávky Československa: 9:56 Dušan Pašek (Antonín Stavjaňa, Vladimír Svitek), 11:21 Jiří Hrdina (František Procházka, Petr Rosol), 16:12 František Procházka (Vladimír Caldr, Jiří Šejba), 18:17 František Procházka (Vladimír Růžička), 41:08 Igor Liba (Dárius Rusnák, Jaroslav Benák).

Branky a nahrávky USA: 42:19 Clark Donatelli (Brian Williams, Brett Hull), 59:58 Doug Brown (John Carter).

Rozhodčí: Jurij Karandin (URS) – Igor Prusov (URS), Anatolij Jegorov (URS)

Vyloučení: 6:6 (2:1)

Diváků: 9 000
ČSSR: Dominik Hašek – Arnold Kadlec, František Procházka, Mojmír Božík, Jaroslav Benák, Antonín Stavjaňa, František Musil – Petr Rosol, Vladimír Růžička, Jiří Hrdina – Jiří Lála, Dárius Rusnák, Igor Liba – Vladimír Caldr, Dušan Pašek, Jiří Šejba – Vladimír Svitek, Michal Pivoňka, Milan Staš.
USA: Tom Barrasso (21. Chris Terreri) – Phil Housley, Richie Dunn, Jim Johnson, Jim Sprenger, Scitt Sandell, David H. Jensen – Brian Williams, Mark Johnson, Ed Olczyk – Bryan Erickson, Peter McNab, Aaron Broten – Tony Granato, Clark Donatelli, Brett Hull – Doug Brown, Alfie Turcote, John Carter.
 Finsko -  Polsko		4:2 (2:1, 1:1, 1:0)
18. dubna 1986 (15:00) – Moskva (Malaja arena Lužniki)

Branky Finska: 1:47 Erkki Lehtonen, 9:19 Hannu Järvenpää, 34:54 Hannu Järvenpää, 57:58 Arto Ruotanen.

Branky Polska: 11:34 Andrzej Zabawa, 22:30 Andrzej Ujwary.

Rozhodčí: Sven-Olof Eriksson (SWE) - Michail Galinovskij (URS), Alexander Pavlovskij (URS)

Vyloučení: 4:4 (0:2)

Diváků: 5 600
 Kanada -  SSSR 	0:4 (0:1, 0:0, 0:3)
18. dubna 1986 (18:30) – Moskva (Dvorec sporta Lužniki)

Branky SSSR: 5:16 Vjačeslav Bykov, 46:10 Igor Larionov, 51:40 Vjačeslav Bykov, 54:55 Valerij Kamenskij.

Rozhodčí: Dennis Larue (USA) - Miroslav Lipina (TCH), Sve-Olaf Lundström (SWE)

Vyloučení: 10:8 (0:1, 0:1)

Diváků: 12 500
 Švédsko -  SRN		4:2 (2:1, 0:1, 2:0)
18. dubna 1986 (18:30) – Moskva (Malaja arena Lužniki)

Branky Švédska: 12:35 Thomas Rundqvist, 18:00 Thomas Steen, 48:30 Thom Eklund, 48:53 Håkan Södergren.

Branky SRN: 7:13 Udo Kießling, 37:57 Ernst Höfner.

Rozhodčí: Jarmo Jalarvo (FIN) - Lasse Vanhanen (FIN), Kirill Gerasimov (URS)

Vyloučení: 5:8 (1:0)

Diváků: 8 600
 Polsko -  Švédsko		3:12 (1:4, 1:2, 1:6)
19. dubna 1986 (15:00) – Moskva (Dvorec sporta Lužniki)

Branky Polska: 2:44 Marek Cholewa, 38:43 Jan Stopczyk, 58. Jan Stopczyk.

Branky Švédska: 3:58 Tommy Albelin, 4:45 Robert Nordmark, 11:38 Thomas Rundqvist, 12:18 Thomas Steen, 24:36 Anders Carlsson, 30:42 Robert Nordmark, 41:08 Lars-Gunnar Pettersson, 42:54 Thomas Steen, 46:10 Matti Pauna, 52:37 Thomas Steen, 57:42 Thomas Steen, 58:38 Lars-Gunnar Pettersson.

Rozhodčí: Dennis Larue (USA) - Michail Galinovskij (URS), Alexander Pavlovskij (URS)

Vyloučení: 4:7 (2:1)

Diváků: 7 500
 SRN -  Finsko 	1:10 (0:3, 1:3, 0:4)
19. dubna 1986 (18:30) – Moskva (Dvorec sporta Lužniki)

Branky SRN: 25:10 Georg Fritz.

Branky Finska: 9:33 Jukka Virtanen, 12:38 Christian Ruuttu, 16:48 Kari Jalonen, 29:02 Kari Eloranta, 34:24 Kari Eloranta, 35:26 Pekka Arbelius, 47:56 Jukka Vilander, 55:38 Timo Susi, 56:46 Kari Jalonen, 57:07 Pekka Arbelius.

Rozhodčí: Jurij Karandin (URS) - Igor Prusov (URS), Anatolij Jegorov (URS)

Vyloučení: 7:7 (0:2)

Diváků: 9 600
 USA -  Kanada 	2:4 (0:0, 1:3, 1:1)
20. dubna 1986 (15:00) – Moskva (Dvorec sporta Lužniki)

Branky USA: 28:23 Scitt Sandell, 48:50 Ed Olczyk.

Branky Kanady: 23:03 Jim Fox, 27:50 Dale Hawerchuk, 36:26 Brent Sutter, 44:04 Brent Sutter.

Rozhodčí: Jurij Karandin (URS) - Miroslav Lipina (TCH), Sven-Olaf Lundström (SWE)

Vyloučení: 5:5 (1:1)

Diváků: 12 000
 Československo -  SSSR 	2:4 (0:1, 0:2, 2:1)
20. dubna 1986 (18:30) – Moskva (Dvorec sporta Lužniki)	

Branky a nahrávky Československa: 43:17 Vladimír Svitek (Michal Pivoňka), 45:47 Petr Rosol (Vladimír Růžička).

Branky a nahrávky SSSR: 7:01 Vladimir Konstantinov, 27:17 Vladimir Krutov (Sergej Makarov, Alexej Kasatonov), 31:09 Vjačeslav Fetisov (Sergej Makarov), 52:39 Igor Larionov (Sergej Makarov, Vladimir Krutov).

Rozhodčí: Josef Kompalla (FRG) – Kirill Gerasimov (URS), Lasse Vanhanen (FIN)

Vyloučení: 7:7 (0:0)

Diváků: 12 500
ČSSR: Dominik Hašek - Arnold Kadlec, František Procházka, Mojmír Božík, Jaroslav Benák, Antonín Stavjaňa, František Musil – Petr Rosol, Vladimír Růžička, Jiří Hrdina – Vladimír Caldr, Dušan Pašek, Jiří Šejba – Jiří Lála, Dárius Rusnák, Igor Liba – Vladimír Svitek, Michal Pivoňka, Milan Staš.
SSSR: Jevgenij Bělošejkin – Alexej Kasatonov, Vjačeslav Fetisov, Sergej Starikov, Igor Stělnov, Alexej Gusarov, Vasilij Pěrvuchin – Sergej Makarov, Igor Larionov, Vladimir Krutov – Andrej Chomutov, Vjačeslav Bykov, Michail Varnakov – Sergej Světlov, Viktor Ťumeněv, Sergej Jašin – Jurij Chmylev, Vladimir Konstantinov, Valerij Kamenskij.
 SRN -  Polsko		4:1 (0:0, 3:1, 1:0)
21. dubna 1986 (15:00) – Moskva (Dvorec sporta Lužniki)

Branky SRN: 22:57 Roy Roedger, 28:50 Peter Schiller, 37:50 Gerd Truntschka, 41:49 Franz Reindl.

Branky Polska: 31:40 Andrzej Zabawa.

Rozhodčí: Charlie Banfield (CAN) - Igor Prusov (URS), Anatolij Jegorov (URS)

Vyloučení: 14:10 (2:1)

Diváků: 5800
 Švédsko -  Finsko 	4:4 (1:1, 1:1, 2:2)
21. dubna 1986 (18:30) – Moskva (Dvorec sporta Lužniki)

Branky Švédska: 12:10 Mats Kihlström, 22:52 Robert Nordmark, 44:36 Mats Kihlström, 55:27 Jonas Bergkvist.

Branky Finska: 1:25 Christian Ruuttu, 28:35 Pekka Arbelius, 41:13 Jukka Vilander, 50:13 Kari Jalonen.

Rozhodčí: Vladimír Šubrt (TCH) - Michail Galinovskij (URS), Kirill Gerasimov (URS)

Vyloučení: 6:6 (3:1)

Diváků: 12 000
 Československo -  Kanada 	3:1 (1:0, 1:1, 1:0)
22. dubna 1986 (15:00) – Moskva (Dvorec sporta Lužniki)	

Branky a nahrávky Československa: 10:41 Petr Rosol (Vladimír Růžička), 25:44 Jiří Hrdina (Vladimír Růžička), 59:50 Jiří Hrdina (Vladimír Růžička).

Branky a nahrávky Kanady: 39:48 Marcel Dionne (Denis Potvin, Tony Tanti).

Rozhodčí: Jarmo Jalarvo (FIN) – Lasse Vanhanen (FIN), Sven-Olof Lundström (SWE)

Vyloučení: 6:7 (0:1) + Tony Tanti na 10 min a do konce utkání.
ČSSR: Dominik Hašek – Peter Slanina, Arnold Kadlec, Antonín Stavjaňa, František Musil, Mojmír Božík, František Procházka – Petr Rosol, Vladimír Růžička, Jiří Hrdina – Jiří Lála, Dárius Rusnák, Igor Liba – Vladimír Svitek, Michal Pivoňka, Milan Staš – Ján Vodila, Dušan Pašek, Jiří Šejba.
Kanada: Jacques Cloutier – Craig Redmond, Denis Potvin, Mark Hardy, Jay Wells, Grant Ledyard, Phil Russel – Tony Tanti, Brent Sutter, Phil Sykes – Dave Taylor, Dale Hawerchuk, Kirk Muller – Mike Foligno, Marcel Dionne, Dave Andreychuk – Jim Fox, Mike Bullard.
 SSSR -  USA 	5:1 (0:1, 3:0, 2:0)
22. dubna 1986 (18:30) – Moskva (Dvorec sporta Lužniki)

Branky SSSR: 21:31 Alexej Kasatonov, 35:17 Jurij Chmylev, 35:59 Vasilij Pěrvuchin, 40:57 Vjačeslav Fetisov, 46:37 Jurij Chmylev.

Branky USA: 13:50 Ed Olczyk.

Rozhodčí: Gary Eriksson (SWE) - Miroslav Lipina (TCH), Uwe von de Fenn (FRG)

Vyloučení: 11:14 (1:1)

Diváků: 12 150

### Finále
|    |         | URS | SWE | CAN | FIN | V | R | P | Skóre | B |
| 1. | SSSR    | *** | 3:2 | 7:4 | 8:0 | 3 | 0 | 0 | 18:6  | 6 |
| 2. | Švédsko | 2:3 | *** | 6:5 | 4:4 | 1 | 1 | 1 | 12:12 | 3 |
| 3. | Kanada  | 4:7 | 5:6 | *** | 4:3 | 1 | 0 | 2 | 13:16 | 2 |
| 4. | Finsko  | 0:8 | 4:4 | 3:4 | *** | 0 | 1 | 2 | 7:16  | 1 |

 Švédsko	-  Finsko 	4:4 (2:1, 0:1, 2:2)
24. dubna 1986 (15:00) – Moskva (Dvorec sporta Lužniki)

Branky Švédska: 1:33 Per Erik Eklund, 4:04 Mats Kihlström, 59:20 Anders Carlsson, 59:29 Anders Carlsson.

Branky Finska: 3:51 Ari Vuori, 34:22 Erkki Lehtonen, 45:03 Pekka Arbelius, 48:53 Kari Eloranta.

Rozhodčí: Jurij Karandin (URS) - Igor Prusov (URS), Miroslav Lipina (TCH)

Vyloučení: 9:6 (2:1, 0:1)

Diváků: 9 000
 SSSR -  Kanada 	7:4 (4:2, 2:1, 1:1)
24. dubna 1986 (18:30) – Moskva (Dvorec sporta Lužniki)

Branky SSSR: 2:52 Sergej Makarov, 3:43 Valerij Kamenskij, 6:35 Igor Larionov, 15:48 Sergej Makarov, 21:39 Vladimir Krutov, 34:02 Vladimir Krutov, 41. Sergej Makarov.

Branky Kanady: 11:48 Brent Sutter, 18:08 Denis Potvin, 38:57 Marcel Dionne, 56:25 Tony Tanti.

Rozhodčí: Gary Eriksson (SWE) - Sven-Olof Lundström (SWE), Lasse Vanhanen (FIN)

Vyloučení: 7:9 (2:2)

Diváků: 12 000
 Švédsko -  Kanada 	6:5 (3:2, 2:1, 1:2)
26. dubna 1986 (15:00) – Moskva (Dvorec sporta Lužniki)

Branky Švédska: 0:52 Mikael Hjälm, 9:21 Anders Carlsson, 17:00 Lars-Gunnar Pettersson, 22:23 Jonas Bergkvist, 31:37 Thomas Steen, 43:02 Lars-Gunnar Pettersson.

Branky Kanady: 1:44 Mike Bullard, 12:44 Dave Andreychuk, 25:14 Dale Hawerchuk, 48:58 Mark Hardy, 57:00 Marcel Dionne.

Rozhodčí: Jurij Karandin - Igor Prusov (URS), Lasse Vanhanen (FIN)

Vyloučení: 8:8 (0:1, 1:1)

Diváků: 12 000
 SSSR -  Finsko 	8:0 (3:0, 3:0, 2:0)
26. dubna 1986 (18:30) – Moskva (Dvorec sporta Lužniki)

Branky SSSR: 1:36 Vjačeslav Bykov, 4:20 Vladimir Krutov, 12:03 Vjačeslav Fetisov, 29:18 Igor Larionov, 30:24 Michail Varnakov, 33:21 Igor Larionov, 42:30 Vladimir Krutov, 49:20 Sergej Světlov.

Rozhodčí: Vladimír Šubrt (TCH) - Kirill Gerasimov (URS), Uwe von de Fenn (GER)

Vyloučení: 6:4 (1:0)

Diváků: 11 500
 Kanada -  Finsko 	4:3 (1:1, 2:2, 1:0)
28. dubna 1986 (14:30) – Moskva (Dvorec sporta Lužniki)

Branky Kanady: 5:19 Brent Sutter, 20:54 Jim Fox, 24:48 Craig Redmond, 57:26 Tony Tanti.

Branky Finska: 3:59 Hannu Järvenpää, 33:22 Kari Jalonen, 36:29 Jukka Virtanen.

Rozhodčí: Jurij Karandin (URS) - Michail Galinovskij (URS), Sven-Olof Lundström (SWE)

Vyloučení: 7:3 (1:2, 1:0)

Diváků: 11 200
 SSSR -  Švédsko		3:2 (0:0, 2:2, 1:0)
28. dubna 1986 (18:00) – Moskva (Dvorec sporta Lužniki)

Branky SSSR: 24:00 Sergej Jašin, 26:06 Vjačeslav Fetisov, 55:16 Vjačeslav Bykov.

Branky Švédska: 35:50 Thom Eklund, 36:53 Jonas Bergkvist.

Rozhodčí: Bogdan Tyszkiewicz (POL) - Miroslav Lipina (TCH), Uwe von de Fenn (FRG)

Vyloučení: 2:5

Diváků: 12 500

### O 5. - 8. místo
|    |        | TCH  | USA  | GER | POL | V | R | P | Skóre | B  |
| 5. | ČSSR   | ***  | 10:2 | 3:1 | 8:1 | 5 | 1 | 4 | 38:21 | 11 |
| 6. | USA    | 2:10 | ***  | 5:0 | 7:5 | 4 | 0 | 6 | 41:43 | 8  |
| 7. | SRN    | 1:3  | 0:5  | *** | 5:5 | 2 | 1 | 7 | 23:52 | 5  |
| 8. | Polsko | 1:8  | 5:7  | 5:5 | *** | 1 | 1 | 8 | 26:63 | 3  |

- Utkání ze základní části se započítávala.

 Československo -  Polsko		8:1 (1:0, 4:1, 3:0)
23. dubna 1986 (15:00) – Moskva (Dvorec sporta Lužniki)	

Branky a nahrávky Československa: 18:57 Vladimír Růžička (Jiří Hrdina, Mojmír Božík), 20:27 Jiří Hrdina (Vladimír Růžička), 29:18 Jiří Šejba (Antonín Stavjaňa, Dominik Hašek), 33:56 Jiří Šejba (Arnold Kadlec), 37:25 František Procházka (Vladimír Růžička), 44:58 Petr Rosol (Igor Liba, František Musil), 47:01 Dárius Rusnák (Jiří Lála), 54:09 Antonín Stavjaňa (Ján Vodila).

Branky a nahrávky Polska: 22:43 Roman Steblecki (Bogdan Pawlik).

Rozhodčí: Charlie Banfield (CAN) – Michail Galinovskij (URS), Alexander Pavlovskij (URS)

Vyloučení: 14:10 (2:0, 2:0)

Diváků: 4 000
ČSSR: Dominik Hašek – Peter Slanina, Arnold Kadlec, Antonín Stavjaňa, František Musil, Mojmír Božík, František Procházka – Petr Rosol, Vladimír Růžička, Jiří Hrdina – Vladimír Svitek, Ján Vodila, Igor Liba – Michal Pivoňka, Dušan Pašek, Jiří Šejba – Jiří Lála, Dárius Rusnák, Milan Staš.
Polsko:Franciszek Kukla (41. Andrzej Hanisz) – Andrzej Ujwary, Henryk Gruth, Robert Szopinski, Andrzej Kadziolka, Marek Cholewa, Andrzej Swiatek – Janusz Wielgus, Jaroslaw Morawiecki, Andrzej Zabawa – Marek Stebnicki, Jerzy Christ, Krystian Sikorski – Jan Stopczyk, Leszek Jachna, Piotr Kwasigroch – Roman Steblecki, Bogdan Pawlik, Krystof Podsiadlo.
 USA -  SRN		5:0 (0:0, 2:0, 3:0)
23. dubna 1986 (18:30) – Moskva (Dvorec sporta Lužniki)

Branky USA: 22:56 Clark Donatelli, 26:17 Tony Granato, 45:35 Mark Johnson, 48:52 Richie Dunn, 49:31 Brett Hull.

Rozhodčí: Gary Eriksson - Sven-Olaf Lundström (SWE), Lasse Vanhanen (FIN)

Vyloučení: 11:9 (0:0)

Diváků: 5 500
 USA -  Polsko		7:5 (1:2, 3:2, 3:1)
25. dubna 1986 (15:00) – Moskva (Dvorec sporta Lužniki)

Branky USA: 5:30 Bryan Erickson, 32:39 Bryan Erickson, 38:51 Ed Olczyk, 39:02 Doug Brown, 43:24 Bryan Erickson, 53:19 Doug Brown, 59:19 Mark Johnson.

Branky Polska: 7:06 Marek Stebnicki, 8:38 Jaroslaw Morawiecki, 24:11 Jerzy Christ, 33:13 Piotr Kwasigroch, 54:15 Jerzy Christ.

Rozhodčí: Vladimír Šubrt - Miroslav Lipina (TCH), Uwe von de Fenn (FRG)

Vyloučení: 4:3 (2:0)

Diváků: 4 500
 Československo -  SRN		3:1 (0:0, 1:1, 2:0)
25. dubna 1986 (18:30) – Moskva (Dvorec sporta Lužniki)	

Branky a nahrávky Československa: 28:30 Jiří Hrdina (Petr Rosol, Vladimír Růžička), 57:17 Dušan Pašek (Jiří Hrdina, Dárius Rusnák), 59:03 Dušan Pašek (František Musil).

Branky a nahrávky SRN: 37:20 Gerd Truntschka.

Rozhodčí: Jarmo Jalarvo (FIN) – Michail Galinovskij (URS), Alexander Pavlovskij (URS)

Vyloučení: 5:7 (1:1) + František Procházka na 10 min.

Diváků: 6 000
ČSSR: Dominik Hašek – Peter Slanina, František Procházka, Antonín Stavjaňa, František Musil, Mojmír Božík – Petr Rosol, Vladimír Růžička, Jiří Hrdina – Michal Pivoňka, Dušan Pašek, Jiří Šejba – Vladimír Svitek, Ján Vodila, Igor Liba – Jiří Lála, Dárius Rusnák, Milan Staš.
Německo: Erich Weisshaupt – Udo Kießling, Andreas Niederberger, Reiner Blum, Peter Scharf, Horst Kretschmer, Manfred Schuster – Helmut Steiger, Gerd Truntschka, Peter Schiller – Franz Reindl, Ernst Höfner, Georg Franz – Roy Roedger, Georg Fritz, Ralph Krueger – Manfred Ahne, Georg Holzmann, Axel Kammerer.
 Československo -  USA 	10:2 (5:1, 3:1, 2:0)
27. dubna 1986 (15:00) – Moskva (Dvorec sporta Lužniki)	

Branky a nahrávky Československa: 4:04 Vladimír Svitek (Igor Liba), 6:21 Mojmír Božík (Ján Vodila), 8:32 Igor Liba (Ján Vodila, 13:26 Jiří Hrdina, 14:36 Michal Pivoňka (Dušan Pašek), 25:42 Michal Pivoňka (Dušan Pašek, Antonín Stavjaňa), 27:05 Vladimír Svitek (Ján Vodila, Igor Liba), 39:37 Jiří Hrdina (Vladimír Růžička, Petr Rosol), 42:40 Antonín Stavjaňa (Dušan Pašek), 57:38 Vladimír Růžička (Jiří Hrdina).

Branky a nahrávky USA: 4:52 Ed Olczyk (Phil Housley), 22:00 Mark Johnson (Ed Olczyk).

Rozhodčí: Jarmo Jalarvo (FIN) – Michail Galinovskij (URS), Alexander Pavlovskij (URS)

Vyloučení: 12:11 (4:0, 2:0)

Diváků: 10 000
ČSSR: Dominik Hašek – Peter Slanina, Arnold Kadlec, Mojmír Božík, František Procházka, Antonín Stavjaňa, František Musil – Petr Rosol, Vladimír Růžička, Jiří Hrdina – Vladimír Svitek, Ján Vodila, Igor Liba – Dušan Pašek, Dárius Rusnák, Michal Pivoňka – Jiří Lála.
USA: Chris Terreri (21. Mike Richter) – Phil Housley, Richie Dunn, Jim Sprenger, David H. Jensen, Scitt Sandell, Guy Gosselin – Bryan Erickson, Peter McNab, Aaron Broten – Brian Williams, Mark Johnson, Ed Olczyk – Doug Brown, Alfie Turcote, John Carter – Brett Hull, Clark Donatelli, Tony Granato.
 SRN -  Polsko		5:5 (4:1, 0:2, 1:2)
27. dubna 1986 (18:30) – Moskva (Dvorec sporta Lužniki)

Branky SRN: 3:16 Horst Kretschmer, 7:44 Gerd Truntschka, 12:14 Helmut Steiger, 14:44 Udo Kießling, 49:21 Roy Roedger.

Branky Polska: 13:28 Jerzy Christ, 32:28 Marek Stebnicki, 33:30 Krystian Sikorski, 44:06 Marek Stebnicki, 54:21 Andrzej Zabawa.

Rozhodčí: Charlie Banfield (CAN) - Kirill Gerasimov (URS), Lasse Vanhanen (FIN)

Vyloučení: 8:6 (1:1, 1:0)

Diváků: 5 500

### Mistrovství Evropy
|    |         | URS | SWE  | FIN  | GER  | POL  | TCH | V | R | P | Skóre | B  |
| 1. | SSSR    | *** | 4:2  | 4:1  | 4:1  | 7:2  | 4:2 | 5 | 0 | 0 | 23:8  | 10 |
| 2. | Švédsko | 2:4 | ***  | 4:4  | 4:2  | 12:3 | 3:2 | 3 | 1 | 1 | 25:15 | 7  |
| 3. | Finsko  | 1:4 | 4:4  | ***  | 10:1 | 4:2  | 1:1 | 2 | 2 | 1 | 20:12 | 6  |
| 4. | SRN     | 1:4 | 2:4  | 1:10 | ***  | 4:1  | 4:3 | 2 | 0 | 3 | 12:22 | 4  |
| 5. | Polsko  | 2:7 | 3:12 | 2:4  | 1:4  | ***  | 2:1 | 1 | 0 | 4 | 10:28 | 2  |
| 6. | ČSSR    | 2:4 | 2:3  | 1:1  | 3:4  | 1:2  | *** | 0 | 1 | 4 | 9:14  | 1  |

## Statistiky

### Nejlepší hráči podle direktoriátu IIHF
| Brankář | Peter Lindmark    |
| Obránce | Vjačeslav Fetisov |
| Útočník | Vladimir Krutov   |

### All Stars
| Brankář         | Peter Lindmark    |
| Levý obránce    | Vjačeslav Fetisov |
| Pravý obránce   | Alexej Kasatonov  |
| Levé křídlo     | Vladimir Krutov   |
| Střední útočník | Igor Larionov     |
| Pravé křídlo    | Sergej Makarov    |

### Kanadské bodování
| Poř. | Kanadské bodování | Branky | Přihrávky | Body |
| ---- | ----------------- | ------ | --------- | ---- |
| 1.   | Sergej Makarov    | 4      | 14        | 18   |
| 2.   | Vladimir Krutov   | 7      | 10        | 17   |
| 3.   | Vladimír Růžička  | 4      | 11        | 15   |
| 4.   | Vjačeslav Fetisov | 6      | 8         | 14   |
| 5.   | Jiří Hrdina       | 7      | 5         | 12   |
| 6.   | Vjačeslav Bykov   | 6      | 6         | 12   |
| 6.   | Anders Carlsson   | 6      | 6         | 12   |
| 8.   | Thomas Steen      | 8      | 3         | 11   |
| 9.   | Brett Hull        | 7      | 4         | 11   |
| 10.  | Brent Sutter      | 4      | 7         | 11   |

### Soupiska SSSR
1.  SSSR

Brankáři: Sergej Mylnikov, Jevgenij Bělošejkin.

Obránci: Alexej Kasatonov, Vjačeslav Fetisov, Vasilij Pěrvuchin, Sergej Starikov,Igor Stělnov, Alexej Gusarov, Zinetula Biljaletdinov.

Útočníci: Sergej Makarov, Igor Larionov, Vladimir Krutov, Sergej Světlov, Sergej Jašin, Vjačeslav Bykov, Andrej Chomutov, Michail Varnakov, Valerij Kamenskij, Vladimir Konstantinov, Sergej Agejkin, Viktor Ťumeněv, Jurij Chmylev.

Trenéři: Viktor Tichonov, Vladimir Jurzinov.

### Soupiska Švédska
2.  Švédsko

Brankáři: Peter Lindmark, Åke Lilljebjörn.

Obránci: Anders Eldebrink, Tommy Samuelsson, Mats Kihlström, Tommy Albelin, Fredrik Olausson, Robert Nordmark, Tomas Jonsson.

Útočníci: Thom Eklund, Thomas Rundqvist, Michael Hjälm, Jonas Bergqvist, Matti Pauna, Lars-Gunnar Pettersson, Dan Labraaten, Håkan Södergren, Anders Carlsson, Kenneth Andesson, Stefan Lundh, Thomas Steen, Pelle Eklund.

Trenér: Curt Lindström.

### Soupiska Kanady
3.  Kanada

Brankáři: Kelly Hrudey, Corrado Micalef, Jacques Cloutier.

Obránci: Craig Redmond, Mark Hardy, Grant Ledyard, Jay Wells, Phil Russell, Denis Potvin, Ken Daneyko.

Útočníci: Marcel Dionne, Dave Taylor, Jim Fox, Phil Sykes, Mike Bullard, Kirk Muller, Greg Adams, Dale Hawerchuk, Tony Tanti, Brent Sutter, Mike Foligno, Dave Andreychuk, Denis Cyr.

Trenér: Pat Quinn, Mike Murphy.

### Soupiska Finska
4.  Finsko

Brankáři: Hannu Kampuri, Jukka Tammi.

Obránci: Jouko Narvanmaa, Harri Nikander, Arto Ruotanen, Kari Suoraniemi, Kari Eloranta, Jukka Virtanen, Pekka Laksola, Jari Grönstrand.

Útočníci: Timo Susi, Kari Jalonen, Kai Suikkanen, Hannu Järvenpää, Tommy Pohja, Christian Ruuttu, Erkki Lehtonen, Kari Makkonen, Hannu Oksanen, Jukka Vilander, Pekka Arbelius, Ari Vuori.

Trenér: Rauno Korpi, Olli Hietanen.

### Soupiska Československa
5.  Československo

Brankáři: Dominik Hašek, Jaromír Šindel.

Obránci: František Musil, Arnold Kadlec, Jaroslav Benák, Antonín Stavjaňa, Mojmír Božík, Peter Slanina, František Procházka.

Útočníci: Petr Rosol, Vladimír Růžička, Jiří Hrdina, Jiří Lála,  – Dárius Rusnák, Igor Liba, Vladimír Caldr, Dušan Pašek, Jiří Šejba, Vladimír Svitek, Ján Vodila, Milan Staš, Michal Pivoňka.

Trenéři: Ján Starší, František Pospíšil.

### Soupiska USA
6.  USA

Brankáři: Chris Terreri, Tom Barrasso, Mike Richter.

Obránci: Guy Gosselin, Richie Dunn, Scott Sandell, Phil Housley, Jim Johnson, David H. Jensen, Jim Sprenger.

Útočníci: Peter McNab, Mark Johnson, Tony Granato, Brian Williams, Brett Hull, Aaron Broten, Clark Donatelli, Bryan Erickson, John Carter, Doug Brown, Alfie Turcotte, Randy Wood, Eddie Olczyk.

Trenér: Dave Peterson, Jeff Sauer.

### Soupiska SRN
7.  SRN

Brankáři: Erich Weisshaupt, Helmut de Raaf.

Obránci: Udo Kießling, Uwe Krupp, Horst Kretschmer, Andreas Niederberger, Reiner Blum, Peter Scharf, Manfred Schuster.

Útočníci: Dieter Hegen, Gerd Truntschka, Helmut Steiger, Georg Franz, Ernst Höfner, Franz Reindl, Roy Roedger, Axel Kammerer, Manfred Ahne, Georg Fritz, Peter Schiller, Ralph Krueger, Georg Holzmann.

Trenér: Xaver Unsinn.

### Soupiska Polska
8.  Polsko

Brankáři: Franciszek Kukla, Andrzej Hanisz.

Obránci: Henryk Gruth, Ludwig Synowiec, Robert Szopinski, Andrzej Kadziolka, Andrzej Swiatek, Marek Cholewa, Andrzej Ujwary.

Útočníci: Henryk Pytel, Jaroslaw Morawiecki, Andrzej Zabawa, Marek Stebnicki, Jerzy Christ, Krystian Sikorski, Piotr Kwasigroch, Leszek Jachna, Jan Stopczyk, Krystof Podsiadlo, Roman Steblecki, Bogdan Pawlik, Janusz Wielgus.

Trenér: Leszek Lejczyk.

### Rozhodčí
| Hlavní - Charles Banfield - Gary Eriksson - Jarmo Jalarvo - Jurij Karandin - Josef Kompalla - Dennis LaRue - Vladimír Šubrt - Bogdan Tyszkiewicz | Čároví - von de Fenn - Gerasimov - Galinovskij - Miroslav Lipina - Lundström - Pavlovskij - Prusov - Lasse Vanhanen - Jegorov |

## MS Skupina B
|    |            | SUI  | ITA | GDR | FRA | NED  | AUT | YUG | JPN | V | R | P | Skóre | B  |
| 1. | Švýcarsko  | ***  | 4:1 | 1:5 | 8:2 | 11:3 | 4:3 | 4:2 | 6:4 | 6 | 0 | 1 | 38:20 | 12 |
| 2. | Itálie     | 1:4  | *** | 4:3 | 5:1 | 3:5  | 6:1 | 1:4 | 1:0 | 4 | 0 | 3 | 21:18 | 8  |
| 3. | NDR        | 5:1  | 3:4 | *** | 0:3 | 5:2  | 4:6 | 4:2 | 4:3 | 4 | 0 | 3 | 25:21 | 8  |
| 4. | Francie    | 2:8  | 1:5 | 3:0 | *** | 4:3  | 6:1 | 5:6 | 1:2 | 3 | 0 | 4 | 22:25 | 6  |
| 5. | Nizozemsko | 3:11 | 5:3 | 2:5 | 3:4 | ***  | 3:2 | 6:3 | 3:4 | 3 | 0 | 4 | 25:32 | 6  |
| 6. | Rakousko   | 3:4  | 1:6 | 6:4 | 1:6 | 2:3  | *** | 5:2 | 6:2 | 3 | 0 | 4 | 24:27 | 6  |
| 7. | Jugoslávie | 2:4  | 4:1 | 2:4 | 5:6 | 3:6  | 2:5 | *** | 5:0 | 3 | 0 | 4 | 24:25 | 6  |
| 8. | Japonsko   | 4:6  | 0:1 | 3:4 | 2:1 | 4:3  | 2:6 | 0:5 | *** | 2 | 0 | 5 | 15:26 | 4  |

 NDR -  Rakousko 4:6 (2:1, 0:2, 2:3)
20. března 1986 – Eindhoven
 Švýcarsko -  Itálie 4:1 (0:0, 1:1, 3:0)
20. března 1986 – Eindhoven
 Francie -  Japonsko 1:2 (0:2, 0:0, 1:0)
20. března 1986 – Eindhoven
 Nizozemsko -  Jugoslávie 6:3 (1:1, 0:0, 5:2)
20. března 1986 – Eindhoven
 Rakousko -  Itálie 1:6 (0:2, 0:3, 1:1)
21. března 1986 – Eindhoven
 Japonsko -  Švýcarsko 4:6 (3:0, 1:6, 0:0)
21. března 1986 – Eindhoven
 Nizozemsko -  Francie 3:4 (1:0, 0:2, 2:2)
22. března 1986 – Eindhoven
 NDR -  Jugoslávie 4:2 (0:0, 2:1, 2:1)
22. března 1986 – Eindhoven
 Švýcarsko -  Francie 8:2 (4:1, 2:1, 2:0)
23. března 1986 – Eindhoven
 Jugoslávie -  Rakousko 2:5 (1:1, 1:2, 0:2)
23. března 1986 – Eindhoven
 Nizozemsko -  Japonsko 3:4 (1:0, 0:3, 2:1)
23. března 1986 – Eindhoven
 NDR -  Itálie 3:4 (1:1, 1:3, 1:0)
23. března 1986 – Eindhoven
 Japonsko -  Itálie 0:1 (0:1, 0:0, 0:0)
24. března 1986 – Eindhoven
 Rakousko -  Švýcarsko 3:4 (1:2, 0:2, 2:0)
24. března 1986 – Eindhoven
 Francie -  Jugoslávie 5:6 (2:1, 2:4, 1:1)
25. března 1986 – Eindhoven
 Nizozemsko -  NDR 2:5 (0:2, 1:2, 1:1)
25. března 1986 – Eindhoven
 Itálie -  Jugoslávie 1:4 (0:1, 0:2, 1:1)
26. března 1986 – Eindhoven
 Japonsko -  NDR 3:4 (2:0, 0:4, 1:0)
26. března 1986 – Eindhoven
 Francie -  Rakousko 6:1 (2:0, 1:1, 3:0)
26. března 1986 – Eindhoven
 Švýcarsko -  Nizozemsko 11:3 (3:1, 6:2, 2:0)
26. března 1986 – Eindhoven
 NDR -  Francie 0:3 (0:1, 0:1, 0:1)
28. března 1986 – Eindhoven
 Jugoslávie -  Švýcarsko 2:4 (0:2, 0:1, 2:1)
28. března 1986 – Eindhoven
 Japonsko -  Rakousko 2:6 (1:3, 1:1, 0:2)
28. března 1986 – Eindhoven
 Itálie -  Nizozemsko 3:5 (0:1, 2:0, 1:4)
28. března 1986 – Eindhoven
 Jugoslávie -  Japonsko 5:0 (1:0, 2:0, 2:0)
29. března 1986 – Eindhoven
 Itálie -  Francie 5:1 (3:1, 1:0, 1:0)
29. března 1986 – Eindhoven
 Švýcarsko -  NDR 1:5 (1:1, 0:2, 0:2)
29. března 1986 – Eindhoven
 Rakousko -  Nizozemsko 2:3 (1:1, 0:1, 1:1)
29. března 1986 – Eindhoven

## MS Skupina C

### Skupina A
|    |             | NOR  | ROM  | DEN  | ESP  | KOR  | V | R | P | Skóre | B |
| 1. | Norsko      | ***  | 6:3  | 7:0  | 18:3 | 11:1 | 4 | 0 | 0 | 42:7  | 8 |
| 2. | Rumunsko    | 3:6  | ***  | 5:1  | 5:2  | 13:0 | 3 | 0 | 1 | 26:9  | 6 |
| 3. | Dánsko      | 0:7  | 1:5  | ***  | 6:0  | 11:1 | 2 | 0 | 2 | 18:13 | 4 |
| 4. | Španělsko   | 3:18 | 2:5  | 0:6  | ***  | 3:3  | 0 | 1 | 3 | 8:32  | 1 |
| 5. | Jižní Korea | 1:11 | 0:13 | 1:11 | 3:3  | ***  | 0 | 1 | 3 | 5:38  | 1 |

 Rumunsko -  Jižní Korea 13:0 (6:0, 7:0, 0:0)
23. března 1986 – Puigcerdà
 Norsko -  Španělsko 18:3 (4:0, 8:1, 6:2)
23. března 1986 – Puigcerdà
 Jižní Korea -  Norsko 1:11 (1:2, 0:3, 0:6)
24. března 1986 – Puigcerdà
 Rumunsko -  Dánsko 5:1 (3:0, 0:1, 2:0)
24. března 1986 – Puigcerdà
 Jižní Korea -  Dánsko 1:11 (0:2, 1:5, 0:4)
26. března 1986 – Puigcerdà
 Španělsko -  Rumunsko 2:5 (1:1, 1:3, 0:1)
26. března 1986 – Puigcerdà
 Dánsko -  Norsko 0:7 (0:3, 0:3, 0:1)
27. března 1986 – Puigcerdà
 Španělsko -  Jižní Korea 3:3 (0:0, 1:2, 2:1)
27. března 1986 – Puigcerdà
 Dánsko -  Španělsko 6:0 (0:0, 3:0, 3:0)
29. března 1986 – Puigcerdà
 Norsko -  Rumunsko 6:3 (1:1, 3:2, 2:0)
29. března 1986 – Puigcerdà

### Skupina B
|    |           | CHN  | BUL | PRK | HUN  | AUS  | V | R | P | Skóre | B |
| 1. | Čína      | ***  | 9:1 | 9:1 | 2:2  | 15:0 | 3 | 1 | 0 | 35:4  | 7 |
| 2. | Bulharsko | 1:9  | *** | 2:1 | 5:2  | 5:4  | 3 | 0 | 1 | 13:16 | 6 |
| 3. | KLDR      | 1:9  | 1:2 | *** | 4:2  | 2:2  | 1 | 1 | 2 | 8:15  | 3 |
| 4. | Maďarsko  | 2:2  | 2:5 | 2:4 | ***  | 11:3 | 1 | 1 | 2 | 17:14 | 3 |
| 5. | Austrálie | 0:15 | 4:5 | 2:2 | 3:11 | ***  | 0 | 1 | 3 | 9:33  | 1 |

 Čína -  Austrálie 15:0 (6:0, 5:0, 4:0)
23. března 1986 - Puigcerdà
 Maďarsko -  KLDR 2:4 (2:2, 0:2, 0:0)
23. března 1986 - Puigcerdà
 Austrálie -  Maďarsko 3:11 (0:4, 1:5, 2:2)
24. března 1986 – Puigcerdà
 Čína -  Bulharsko 9:1 (6:0, 2:1, 1:0)
24. března 1986 – Puigcerdà
 KLDR -  Čína 1:9 (1:4, 0:4, 0:1)
26. března 1986 – Puigcerdà
 Austrálie -  Bulharsko 4:5 (0:1, 2:1, 2:3)
26. března 1986 – Puigcerdà
 KLDR -  Austrálie 2:2 (0:1, 2:1, 0:0)
27. března 1986 – Puigcerdà
 Bulharsko -  Maďarsko 5:2 (4:1, 0:1, 1:0)
27. března 1986 – Puigcerdà
 Bulharsko -  KLDR 2:1 (1:0, 1:0, 0:1)
29. března 1986 – Puigcerdà
 Maďarsko -  Čína 2:2 (1:1, 0:0, 1:1)
29. března 1986 – Puigcerdà

### Finále
|    |           | NOR  | CHN  | BUL  | ROM  | V | R | P | Skóre | B |
| 1. | Norsko    | ***  | 3:3  | 10:1 | 6:3* | 2 | 1 | 0 | 19:7  | 5 |
| 2. | Čína      | 3:3  | ***  | 9:1* | 4:3  | 2 | 1 | 0 | 16:7  | 5 |
| 3. | Bulharsko | 1:10 | 1:9* | ***  | 7:4  | 1 | 0 | 2 | 9:23  | 2 |
| 4. | Rumunsko  | 3:6* | 3:4  | 4:7  | ***  | 0 | 0 | 3 | 10:17 | 0 |

s hvězdičkou = utkání započítáná ze základní části.
 Norsko -  Bulharsko 10:1 (2:0, 4:1, 4:0)
30. března 1986 – Puigcerdà
 Čína -  Rumunsko 4:3 (1:1, 2:1, 1:1)
30. března 1986 – Puigcerdà
 Bulharsko -  Rumunsko 7:4 (2:2, 0:0, 5:2)
1. dubna 1986 – Puigcerdà
 Norsko -  Čína 3:3 (1:3, 1:0, 1:0)
1. dubna 1986 – Puigcerdà

### O 5. - 8. místo
|    |           | DEM  | HUN  | PRK  | ESP  | V | R | P | Skóre | B |
| 5. | Dánsko    | ***  | 8:4  | 6:1  | 6:0* | 3 | 0 | 0 | 20:5  | 6 |
| 6. | Maďarsko  | 4:8  | ***  | 2:4* | 10:5 | 1 | 0 | 2 | 20:5  | 2 |
| 7. | KLDR      | 1:6  | 4:2* | ***  | 5:6  | 1 | 0 | 2 | 10:14 | 2 |
| 8. | Španělsko | 0:6* | 5:10 | 6:5  | ***  | 1 | 0 | 2 | 11:21 | 2 |

s hvězdičkou = utkání započítáná ze základní části.
 Dánsko -  Maďarsko 8:4 (1:2, 3:0, 4:2)
30. března 1986 – Puigcerdà
 KLDR -  Španělsko 5:6 (3:3, 1:2, 1:1)
30. března 1986 – Puigcerdà
 Maďarsko -  Španělsko 10:5 (5:2, 2:2, 3:1)
1. dubna 1986 – Puigcerdà
 Dánsko -  KLDR 6:1 (5:1, 1:0, 0:0)
1. dubna 1986 – Puigcerdà

### O 9. místo
Jižní Korea -  Austrálie 9:7 (3:1, 5:3, 1:3)